# Liste der Mitglieder des Bayerischen Landtags (6. Wahlperiode)
Diese Liste gibt einen Überblick über alle Mitglieder des Bayerischen Landtags in der 6. Wahlperiode (2. Dezember 1966 bis 1. Oktober 1970).

## Abgeordnete
| Name                                     | Lebens- daten | Partei       | Stimmkreis / Wahlkreis                                                 | Anmerkungen                                                            |
| ---------------------------------------- | ------------- | ------------ | ---------------------------------------------------------------------- | ---------------------------------------------------------------------- |
| Alfons Adelberger                        | 1925–2000     | CSU          | Alzenau in Unterfranken, Gemünden am Main, Lohr am Main                |                                                                        |
| Kurt Adelmann                            | 1930–1978     | SPD          | Mittelfranken                                                          |                                                                        |
| Heinrich Albrecht                        | 1918–1978     | SPD          | Oberbayern                                                             |                                                                        |
| Friedrich Arnold                         | 1912–1969     | CSU          | Oberpfalz                                                              | † 29. Juli 1969, Nachrücker: Bernhard Suttner                          |
| Walter Bachmann                          | 1923–2002     | NPD          | Oberpfalz                                                              |                                                                        |
| Josef Bauer                              | 1912–1978     | CSU          | Kelheim, Mainburg, Rottenburg an der Laaber                            | Staatssekretär                                                         |
| Hans Bauerreiß                           | 1908–1975     | CSU          | Mittelfranken                                                          | nachgerückt am 16. September 1970 für Georg Krauß                      |
| Alfons Bayerl                            | 1923–2009     | SPD          | Oberbayern                                                             | Mandat niedergelegt am 4. Dezember 1967, Nachrücker: Reinhold Kaub     |
| Max Binder                               | 1911–2010     | CSU          | Kötzting, Regen, Viechtach                                             |                                                                        |
| Jürgen Böddrich                          | 1933          | SPD          | München-Stadt 26, 27                                                   |                                                                        |
| Alfred Börner                            | 1926–2009     | SPD          | Hof-Stadt und –Land                                                    |                                                                        |
| Max Bothner                              | 1909–1981     | SPD          | Oberbayern                                                             | nachgerückt am 16. September 1970 für Luise Haselmayr                  |
| Walter Brandner                          | 1920–1998     | fraktionslos | Oberbayern                                                             | bis 5. Mai 1967 NPD, dann fraktionslos                                 |
| Wilhelm Buchauer                         | 1915–1990     | SPD          | Fürstenfeldbruck                                                       |                                                                        |
| Waltraud Bundschuh                       | 1928–2014     | CSU          | Lichtenfels, Staffelstein                                              |                                                                        |
| Friedrich Cremer                         | 1920–2010     | SPD          | Unterfranken                                                           |                                                                        |
| Valentin Dasch                           | 1930–1981     | CSU          | Oberbayern                                                             | Mandat niedergelegt am 18. Dezember 1969, Nachrücker: Alfons Weinzierl |
| Anton Degen                              | 1920–1978     | SPD          | Unterfranken                                                           |                                                                        |
| Gundolf Dehner                           | 1928–1984     | NPD          | Mittelfranken                                                          |                                                                        |
| Josef Deimer                             | 1936          | CSU          | Landshut-Stadt und –Land                                               |                                                                        |
| Leonhard Deininger                       | 1910–2002     | CSU          | Regensburg-Land                                                        |                                                                        |
| Hans Demeter                             | 1905–1993     | SPD          | München-Stadt 14–16, 29                                                |                                                                        |
| Alfred Dick                              | 1927–2005     | CSU          | Straubing-Stadt und –Land, Bogen                                       |                                                                        |
| Paul Diethei                             | 1925–1997     | CSU          | Kempten-Stadt und –Land                                                |                                                                        |
| Seban Dönhuber                           | 1934–2023     | SPD          | Oberbayern                                                             |                                                                        |
| Ewald Drechsel                           | 1926–1990     | SPD          | Stadt Marktredwitz, Stadt Selb, Rehau, Wunsiedel                       |                                                                        |
| Ferdinand Drexler                        | 1912–1994     | SPD          | Nürnberg-Stadt-Süd                                                     |                                                                        |
| Rudolf Eberhard                          | 1914–1998     | CSU          | Ebermannstadt, Pegnitz                                                 |                                                                        |
| Rudolf Eberle                            | 1925–1978     | SPD          | Niederbayern                                                           |                                                                        |
| Hans Eisenmann                           | 1923–1987     | CSU          | Pfaffenhofen an der Ilm, Schrobenhausen                                | Staatsminister (ab 1969)                                               |
| Erwin Essl                               | 1910–2001     | SPD          | München-Stadt 1–4, 6, 8–11, 19                                         |                                                                        |
| Karl Feitenhansl                         | 1922–2004     | NPD          | Mittelfranken                                                          |                                                                        |
| Georg Fendt                              | 1926–2008     | CSU          | Friedberg, Schwabmünchen                                               |                                                                        |
| Otto Freiherr von Feury                  | 1906–1998     | CSU          | Bad Aibling, Ebersberg                                                 |                                                                        |
| Jakob Fickler                            | 1909–1980     | CSU          | Memmingen-Stadt und –Land                                              |                                                                        |
| Hugo Fink                                | 1910–1986     | CSU          | Schwaben                                                               | Staatssekretär                                                         |
| Otto Fink                                | 1917–1981     | SPD          | Mittelfranken                                                          | nachgerückt am 13. Februar 1967 für Walter Fischer                     |
| Max Fischer                              | 1927–2015     | CSU          | Cham, Neunburg vorm Wald, Waldmünchen                                  |                                                                        |
| Walter Fischer                           | 1917–1967     | SPD          | Nürnberg-Stadt-West                                                    | † 6. Februar 1967, Nachrücker: Otto Fink                               |
| Franz Förster                            | 1902–1985     | SPD          | Coburg-Stadt und –Land, Neustadt bei Coburg                            |                                                                        |
| Otto Freundl                             | 1912–1982     | CSU          | Eschenbach in der Oberpfalz, Kemnath, Tirschenreuth                    |                                                                        |
| Hans Friedrich                           | 1909–1982     | SPD          | Oberpfalz                                                              |                                                                        |
| Friedrich Karl Fröhlich                  | 1930–2001     | SPD          | Augsburg-Stadt-West                                                    |                                                                        |
| Konrad Frühwald                          | 1920–1981     | CSU          | Mittelfranken                                                          |                                                                        |
| Johann Fuchs                             | 1912–1991     | NPD          | Niederbayern                                                           |                                                                        |
| Karl Fuchs                               | 1920–1989     | CSU          | Niederbayern                                                           | Mandat niedergelegt am 3. Dezember 1969, Nachrücker: Alfons Gaßner     |
| Volkmar Gabert                           | 1923–2003     | SPD          | München-Stadt 7, 21, 23                                                | Fraktionsvorsitzender                                                  |
| Franz Gaksch                             | 1904–1976     | CSU          | Schwaben                                                               |                                                                        |
| Walter Galuschka                         | 1921–1967     | SPD          | Unterfranken                                                           | † 28. August 1967, Nachrücker: Werner Hofmann                          |
| Alfons Gaßner                            | 1923–2001     | CSU          | Niederbayern                                                           | nachgerückt am 10. Dezember 1969 für Karl Fuchs                        |
| Martin Geiser                            | 1925–2018     | SPD          | Schwaben                                                               |                                                                        |
| Fritz Gentner                            | 1915–2002     | SPD          | Oberfranken                                                            |                                                                        |
| Alfons Gerstl                            | 1920–2011     | SPD          | Niederbayern                                                           |                                                                        |
| Max Gerstl                               | 1921–1994     | CSU          | Griesbach im Rottal, Vilshofen                                         |                                                                        |
| Alfons Goppel                            | 1905–1991     | CSU          | Nabburg, Oberviechtach, Vohenstrauß                                    | Ministerpräsident                                                      |
| Josef Gradl                              | 1921–2016     | SPD          | Oberpfalz                                                              |                                                                        |
| Fritz Gräßler                            | 1904–1972     | SPD          | Fürth-Stadt                                                            |                                                                        |
| Horst Haase                              | 1933–2019     | SPD          | Mittelfranken                                                          |                                                                        |
| Andreas Haisch                           | 1901–1969     | CSU          | Kaufbeuren-Stadt und –Land, Mindelheim                                 | † 4. September 1969, Nachrücker: Stefan Höpfinger                      |
| Rudolf Hanauer                           | 1908–1992     | CSU          | Starnberg                                                              | Landtagspräsident                                                      |
| Adolf Härtl                              | 1926–1976     | SPD          | Schwaben                                                               |                                                                        |
| Luise Haselmayr                          | 1921–2001     | SPD          | Oberbayern                                                             | Mandat niedergelegt am 7. September 1970, Nachrücker: Max Bothner      |
| Berthold Heckscher                       | 1917–1996     | SPD          | Niederbayern                                                           |                                                                        |
| Leonhard Heiden                          | 1919–1999     | SPD          | Mittelfranken                                                          |                                                                        |
| Helmut Bruno Heinze                      | 1937–2013     | NPD          | Schwaben                                                               |                                                                        |
| Philipp Held                             | 1911–1993     | CSU          | Freising-Stadt und –Land                                               | Staatsminister                                                         |
| Josef Helmschrott                        | 1915–2005     | CSU          | Augsburg-Land                                                          |                                                                        |
| Georg Hemmerlein                         | 1913–2003     | CSU          | Forchheim-Stadt und –Land, Höchstadt an der Aisch                      |                                                                        |
| Baptist Hempfling                        | 1918–2017     | CSU          | Kronach                                                                |                                                                        |
| Benno Herrmannsdörfer                    | 1916–2005     | fraktionslos | Unterfranken                                                           | bis 22. Januar 1970 NPD, dann fraktionslos                             |
| Franz Heubl                              | 1924–2001     | CSU          | Lindau (Bodensee)-Stadt und –Land                                      | Staatsminister                                                         |
| Friedrich August Freiherr von der Heydte | 1907–1994     | CSU          | Unterfranken                                                           |                                                                        |
| Karl Hillermeier                         | 1922–2011     | CSU          | Rothenburg ob der Tauber-Stadt und –Land, Scheinfeld, Uffenheim        | Staatssekretär                                                         |
| Anton Hochleitner                        | 1927–2018     | SPD          | Niederbayern                                                           |                                                                        |
| Wilhelm Hoegner                          | 1887–1980     | SPD          | München-Stadt 35, 37–40                                                | Landtagsvizepräsident                                                  |
| Werner Hofmann                           | 1925–2003     | SPD          | Unterfranken                                                           | nachgerückt am 4. September 1967 für Walter Galuschka                  |
| Josef Hofmeister                         | 1928–2017     | CSU          | Oberpfalz                                                              | nachgerückt am 9. September 1970 für Willy Schaller                    |
| Hans Höllrigl                            | 1922–2005     | SPD          | Oberbayern                                                             |                                                                        |
| Stefan Höpfinger                         | 1925–2004     | CSU          | Schwaben                                                               | nachgerückt am 9. September 1969 für Andreas Haisch                    |
| Ludwig Huber                             | 1928–2003     | CSU          | Traunstein-Stadt und –Land                                             | Staatsminister, Fraktionsvorsitzender                                  |
| Sebastian Huber                          | 1903–1973     | CSU          | Mühldorf am Inn, Wasserburg am Inn                                     |                                                                        |
| Alois Hundhammer                         | 1900–1974     | CSU          | Rosenheim-Stadt und –Land                                              | Staatsminister, stellvertretender Ministerpräsident (bis 1969)         |
| Willy Irlinger                           | 1915–1987     | SPD          | Oberbayern                                                             |                                                                        |
| Ludwig Jaud                              | 1919–1998     | SPD          | Schwaben                                                               |                                                                        |
| Anton Jaumann                            | 1927–1994     | CSU          | Nördlingen-Stadt und –Land, Donauwörth                                 | Staatssekretär                                                         |
| Heinrich Junker                          | 1911–1993     | CSU          | Aichach, Dachau                                                        |                                                                        |
| Bertold Kamm                             | 1926–2016     | SPD          | Nürnberg-Stadt-Ost                                                     |                                                                        |
| Peter Kaps                               | 1917–1997     | CSU          | Niederbayern                                                           |                                                                        |
| Reinhold Kaub                            | 1929–2015     | SPD          | Oberbayern                                                             | nachgerückt am 7. Dezember 1967 für Alfons Bayerl                      |
| Josef Kiefer                             | 1905–1977     | CSU          | Oberbayern                                                             |                                                                        |
| Josef Kiene                              | 1895–1981     | SPD          | Oberbayern                                                             |                                                                        |
| Erich Kiesl                              | 1930–2013     | CSU          | Oberbayern                                                             |                                                                        |
| Alois Klughammer                         | 1913–1973     | CSU          | Schwaben                                                               |                                                                        |
| Waldemar Freiherr von Knoeringen         | 1906–1971     | SPD          | München-Stadt 17, 18                                                   |                                                                        |
| Hans Kramer                              | 1903–1980     | SPD          | Augsburg-Stadt-Ost                                                     |                                                                        |
| Georg Krauß                              | 1915–1973     | CSU          | Mittelfranken                                                          | Mandat niedergelegt am 9. September 1970, Nachrücker: Hans Bauerreiß   |
| Georg Kronawitter                        | 1928–2016     | SPD          | Oberbayern                                                             |                                                                        |
| Valentin Kuhbandner                      | 1921–1980     | SPD          | Oberpfalz                                                              |                                                                        |
| Karl Lang                                | 1920–2017     | NPD          | Oberbayern                                                             |                                                                        |
| Erwin Lauerbach                          | 1925–2000     | CSU          | Schweinfurt-Stadt und –Land                                            | Staatssekretär                                                         |
| Gerda Laufer                             | 1910–1999     | SPD          | Unterfranken                                                           |                                                                        |
| Ernst Lechner                            | 1925–2013     | CSU          | Dinkelsbühl, Feuchtwangen, Gunzenhausen                                |                                                                        |
| Justin Leicht                            | 1913–1996     | CSU          | Mittelfranken                                                          |                                                                        |
| Adolf Lettenbauer                        | 1923–2016     | SPD          | Schwaben                                                               |                                                                        |
| Walter Leupold                           | 1913–????     | NPD          | Oberfranken                                                            |                                                                        |
| Franz Lippert                            | 1900–1977     | CSU          | Niederbayern                                                           |                                                                        |
| Martin Loos                              | 1904–1978     | SPD          | Fürth-Land, Neustadt an der Aisch                                      |                                                                        |
| Willi Lucke                              | 1913–2011     | CSU          | Oberbayern                                                             |                                                                        |
| Georg Mack                               | 1899–1973     | CSU          | Ansbach-Stadt und –Land                                                |                                                                        |
| Ferdinand Mauler                         | 1914–1982     | SPD          | Oberbayern                                                             |                                                                        |
| Emil Mergler                             | 1897–1967     | CSU          | Unterfranken                                                           | † 17. Juni 1967, Nachrückerin: Maria Wiederer                          |
| Bruno Merk                               | 1922–2013     | CSU          | Günzburg-Stadt und –Land, Krumbach                                     | Staatsminister                                                         |
| Hans Merkt                               | 1915–1991     | CSU          | Oberbayern                                                             |                                                                        |
| Roland-Friedrich Messner                 | 1925–2010     | CSU          | Oberbayern                                                             |                                                                        |
| Albert Meyer                             | 1926–2020     | CSU          | Gerolzhofen, Haßfurt                                                   |                                                                        |
| Otto Meyer                               | 1926–2014     | CSU          | Dillingen an der Donau-Stadt und –Land                                 |                                                                        |
| Otto Mohrmann                            | 1901–1993     | SPD          | Kulmbach-Stadt und –Land, Stadtsteinach                                |                                                                        |
| Richard Müller                           | 1920–1986     | SPD          | Bayreuth-Stadt und –Land                                               |                                                                        |
| Werner Müller                            | 1910–1996     | CSU          | Oberbayern                                                             |                                                                        |
| Bernhard Müller-Hahl                     | 1918–1985     | CSU          | Landsberg am Lech-Stadt und –Land, Schongau                            |                                                                        |
| Joseph Neundorfer                        | 1901–1997     | CSU          | Bamberg-Land                                                           |                                                                        |
| Simon Nüssel                             | 1924–2015     | CSU          | Oberfranken                                                            | Landtagsvizepräsident                                                  |
| Karl Oberle                              | 1925–2008     | CSU          | Miltenberg, Obernburg am Main                                          |                                                                        |
| Richard Oechsle                          | 1898–1986     | SPD          | München-Stadt 20, 25, 41                                               |                                                                        |
| Hermann Ospald                           | 1921–1996     | SPD          | Schwaben                                                               |                                                                        |
| Heinrich Pflüger                         | 1908–1968     | CSU          | Oberbayern                                                             | † 9. Mai 1968, Nachrücker: Erwin Stein                                 |
| Fritz Pirkl                              | 1930–2009     | CSU          | Mittelfranken                                                          | Staatsminister                                                         |
| Siegfried Pöhlmann                       | 1923–2000     | NPD          | Oberbayern                                                             | Fraktionsvorsitzender                                                  |
| Konrad Pöhner                            | 1901–1974     | CSU          | Oberfranken                                                            | Staatsminister                                                         |
| Hans Popp                                | 1909–1978     | CSU          | Mittelfranken                                                          |                                                                        |
| Heinrich Praml                           | 1912–2004     | CSU          | Deggendorf-Stadt und –Land, Landau an der Isar                         |                                                                        |
| Franz von Prümmer                        | 1920–1981     | CSU          | Unterfranken                                                           |                                                                        |
| Max Raab                                 | 1902–1973     | NPD          | Oberfranken                                                            |                                                                        |
| Hans Raß                                 | 1911–1997     | CSU          | Amberg-Stadt und –Land                                                 |                                                                        |
| Hans Rau                                 | 1916–1986     | CSU          | Weilheim in Oberbayern                                                 |                                                                        |
| Konrad Rauter                            | 1907–2001     | CSU          | Schwaben                                                               |                                                                        |
| Willi Reiland                            | 1933–2015     | SPD          | Aschaffenburg-Stadt und –Land                                          |                                                                        |
| Rudolf Reißenweber                       | 1907–1968     | CSU          | Oberfranken                                                            | † 20. Oktober 1968, Nachrücker: Paul Wünsche                           |
| Dietrich Richter                         | 1932–2023     | NPD          | Mittelfranken                                                          |                                                                        |
| Wilhelm Röhrl                            | 1921–2013     | CSU          | Stadt Bad Reichenhall, Berchtesgaden, Laufen                           |                                                                        |
| Wolfgang Roß                             | 1935–1994     | NPD          | Mittelfranken                                                          |                                                                        |
| Rudolf Roßkopf                           | 1925–1994     | CSU          | Neuburg an der Donau-Stadt und –Land, Wertingen                        |                                                                        |
| Helmut Rothemund                         | 1929–2004     | SPD          | Oberfranken                                                            |                                                                        |
| Oskar Rummel                             | 1921–2002     | SPD          | Unterfranken                                                           |                                                                        |
| Ludwig Rupp                              | 1928–2021     | CSU          | Beilngries, Parsberg, Riedenburg                                       |                                                                        |
| Josef Ruttmann                           | 1922–2002     | SPD          | Oberbayern                                                             | Mandat niedergelegt am 2. September 1970, Nachrücker: Friedrich Walter |
| Franz Sackmann                           | 1920–2011     | CSU          | Stadt Schwandorf in Bayern, Burglengenfeld, Roding                     | Staatssekretär                                                         |
| Erich Sauer                              | 1917–2001     | CSU          | Kitzingen-Stadt und –Land, Ochsenfurt                                  |                                                                        |
| Karl Schäfer                             | 1912–1991     | CSU          | Mittelfranken                                                          |                                                                        |
| Gabriel Schaller                         | 1912–1999     | SPD          | Oberbayern                                                             |                                                                        |
| Willy Schaller                           | 1923–1983     | CSU          | Stadt Weiden in der Oberpfalz, Neustadt an der Waldnaab                | Mandat niedergelegt am 9. September 1970, Nachrücker: Josef Hofmeister |
| Otto Schedl                              | 1912–1995     | CSU          | Neumarkt in der Oberpfalz-Stadt und –Land, Sulzbach-Rosenberg          |                                                                        |
| Marielies Schleicher                     | 1901–1996     | CSU          | Unterfranken                                                           |                                                                        |
| Rudolf Schlichtinger                     | 1915–1994     | SPD          | Regensburg-Stadt                                                       |                                                                        |
| Andreas Schlittmeier                     | 1920–2000     | SPD          | Niederbayern                                                           |                                                                        |
| Hanns Martin Schmidramsl                 | 1917–1991     | CSU          | Eichstätt-Stadt und –Land, Weißenburg in Bayern-Stadt und –Land        |                                                                        |
| Artur Schmitt                            | 1888–1972     | NPD          | Oberbayern                                                             |                                                                        |
| Philipp Schmitt                          | 1910–1994     | CSU          | Bamberg-Stadt                                                          |                                                                        |
| Wilhelm Schneider                        | 1915–2003     | SPD          | Oberbayern                                                             |                                                                        |
| Heinrich Schneier                        | 1925–2022     | SPD          | Unterfranken                                                           |                                                                        |
| Peter Schnell                            | 1935–2024     | CSU          | Ingolstadt-Stadt und –Land                                             |                                                                        |
| Rudolf Schöfberger                       | 1935–2019     | SPD          | München-Stadt 24, 34, 36                                               |                                                                        |
| Georg Scholl                             | 1919–1990     | CSU          | Sonthofen                                                              |                                                                        |
| Erich Schosser                           | 1924–2013     | CSU          | Oberbayern                                                             |                                                                        |
| Ludwig Schraut                           | 1929–2007     | SPD          | Schwaben                                                               |                                                                        |
| Georg Schuster                           | 1903–1975     | CSU          | Grafenau, Wegscheid, Wolfstein                                         |                                                                        |
| Lieselotte Seibel-Emmerling              | 1932          | SPD          | Nürnberg-Stadt-Mitte                                                   |                                                                        |
| Alfred Seidl                             | 1911–1993     | CSU          | Oberbayern                                                             |                                                                        |
| Franz Peter Seifert                      | 1915–1994     | SPD          | Schwabach-Stadt und –Land                                              |                                                                        |
| Franz Sichler                            | 1909–1985     | SPD          | Oberpfalz                                                              |                                                                        |
| Hermann Simm                             | 1906–1995     | fraktionslos | Schwaben                                                               | bis 1. November 1970 NPD                                               |
| Rudolf Soenning                          | 1904–1980     | CSU          | Neu-Ulm-Stadt und –Land, Illertissen                                   |                                                                        |
| Oskar Soldmann                           | 1915–1999     | SPD          | Unterfranken                                                           |                                                                        |
| Alfred Sommer                            | 1925–2006     | SPD          | Nürnberg-Stadt-Nord                                                    |                                                                        |
| Karl Sonntag                             | 1915–1982     | SPD          | Münchberg, Naila                                                       |                                                                        |
| Friedrich Speth                          | 1937          | CSU          | Unterfranken                                                           |                                                                        |
| Nikolaus Stamm                           | 1915–1974     | SPD          | Oberfranken                                                            |                                                                        |
| Anton Staudacher                         | 1912–1997     | CSU          | Miesbach, Wolfratshausen                                               |                                                                        |
| Josef Stechele                           | 1929–1997     | SPD          | Schwaben                                                               |                                                                        |
| Erwin Stein                              | 1930–2009     | CSU          | Oberbayern                                                             | nachgerückt am 14. Mai 1968 für den verstorbenen Heinrich Pflüger      |
| Walter Steinberger                       | 1924–1997     | CSU          | Oberbayern                                                             |                                                                        |
| Hermann Stiefvater                       | 1903–1977     | SPD          | Niederbayern                                                           |                                                                        |
| Max Streibl                              | 1932–1998     | CSU          | Bad Tölz, Garmisch-Partenkirchen                                       |                                                                        |
| Matthias Stuhlberger                     | 1919–1995     | CSU          | Erding                                                                 |                                                                        |
| Bernhard Suttner                         | 1907–1983     | CSU          | Oberpfalz                                                              | nachgerückt am 31. Juli 1969 für Friedrich Arnold                      |
| Hans-Willi Syring                        | 1918–1999     | SPD          | Schwaben                                                               |                                                                        |
| Lorenz Vilgertshofer                     | 1900–1998     | CSU          | Dingolfing, Mallersdorf, Vilsbiburg                                    | Staatssekretär                                                         |
| Wilhelm Vorndran                         | 1924–2012     | CSU          | Mittelfranken                                                          |                                                                        |
| Reinhold Vöth                            | 1930–1997     | CSU          | Würzburg-Stadt                                                         |                                                                        |
| Gerhard Wacher                           | 1916–1990     | CSU          | Oberfranken                                                            |                                                                        |
| Richard Wagner                           | 1914–1979     | CSU          | Oberpfalz                                                              |                                                                        |
| Friedrich Walter                         | 1924–1985     | SPD          | Oberbayern                                                             | nachgerückt am 16. September 1970 für Josef Ruttmann                   |
| Jürgen Warnke                            | 1932–2013     | CSU          | Oberfranken                                                            |                                                                        |
| Fritz Weber                              | 1920–2000     | SPD          | Niederbayern                                                           |                                                                        |
| Georg Weich                              | 1920–2015     | SPD          | Oberpfalz                                                              |                                                                        |
| Franz Weig                               | 1927–1992     | CSU          | Oberpfalz                                                              |                                                                        |
| Anton Weilmaier                          | 1920–1981     | SPD          | Oberbayern                                                             |                                                                        |
| Alfons Weinzierl                         | 1932–2005     | CSU          | Oberbayern                                                             | nachgerückt am 19. Dezember 1969 für Valentin Dasch                    |
| Karl Weishäupl                           | 1916–1989     | SPD          | München-Stadt 28, 33                                                   |                                                                        |
| Hans Weiß                                | 1919–2008     | CSU          | Bad Kissingen-Stadt und –Land, Bad Neustadt an der Saale               |                                                                        |
| Friedrich Weißkopf                       | 1937–2009     | CSU          | Hilpoltstein, Nürnberg-Land                                            |                                                                        |
| Louis Welsch                             | 1914–1998     | SPD          | Oberfranken                                                            |                                                                        |
| Richard Wengenmeier                      | 1928–2002     | CSU          | Füssen, Marktoberdorf                                                  |                                                                        |
| Hedwig Westphal                          | 1931–2019     | SPD          | München-Stadt 30–32                                                    |                                                                        |
| Maria Wiederer                           | 1922–2006     | CSU          | Unterfranken                                                           | nachgerückt am 21. Juni 1967 für den verstorbenen Emil Mergler         |
| Friedrich Wilhelm                        | 1916–2000     | CSU          | Marktheidenfeld, Würzburg-Land                                         |                                                                        |
| Johann Wimmer                            | 1921–2004     | CSU          | Altötting                                                              |                                                                        |
| Wilhelm Winkler                          | 1908–1993     | CSU          | Hersbruck, Lauf an der Pegnitz                                         |                                                                        |
| Hans Winklhofer                          | 1910–1993     | CSU          | Eggenfelden, Pfarrkirchen                                              |                                                                        |
| Gustav Wölfel                            | 1899–1980     | CSU          | Ebern, Hofheim in Unterfranken, Königshofen im Grabfeld, Mellrichstadt |                                                                        |
| Hermann Wösner                           | 1921–1982     | CSU          | Passau-Stadt und –Land                                                 |                                                                        |
| Paul Wünsche                             | 1922–2016     | CSU          | Oberfranken                                                            | nachgerückt am 24. Oktober 1968 für Rudolf Reißenweber                 |
| Rudolf Zankl                             | 1920–1974     | SPD          | München-Stadt 5, 12, 13, 22                                            |                                                                        |
| Zita Zehner                              | 1900–1978     | CSU          | Oberbayern                                                             |                                                                        |
| Erich Zeitler                            | 1921–2004     | SPD          | München-Land                                                           |                                                                        |
| Walter Zeißner                           | 1928–2016     | CSU          | Bad Brückenau, Hammelburg, Karlstadt                                   |                                                                        |
| Hermann Zenz                             | 1926–2009     | CSU          | Oberbayern                                                             |                                                                        |
| Peter Zink                               | 1907–2004     | SPD          | Erlangen-Stadt und –Land                                               |                                                                        |